# 小行星4143
小行星4143（4143 Huziak）是一颗围绕太阳公转的小行星。1981年8月29日，勞倫斯·G·塔夫（Laurence G. Taff）在索科罗发现了此天体。
这颗小行星的绝对星等为244.57342等。